# Saint-Georges-d’Oléron
Saint-Georges-d’Oléron ist eine westfranzösische Gemeinde mit 4052 Einwohnern (Stand: 1. Januar 2022) im Département Charente-Maritime in der Region Nouvelle-Aquitaine. Die Gemeinde gehört zum Arrondissement Rochefort und zum Kanton Île d’Oléron. Die Einwohner werden Saint-Georgais(es) genannt.

## Geographie
Saint-Georges-d’Oléron liegt im nördlichen Teil der Île d’Oléron, der zweitgrößten französischen Insel. Umgeben wird Saint-Georges-d’Oléron von den Nachbargemeinden Saint-Denis-d’Oléron im Norden und Nordwesten, La Brée-les-Bains im Norden und Nordosten sowie Saint-Pierre-d’Oléron im Süden. Im Westen und Osten der Gemeinde liegt die Atlantikküste.
Zur Gemeinde gehören die Ortschaften Le Douhet, Notre Dame en l’Isle, Plaisance-Foulerot, Sauzelle, Boyardville; Chaucre, Domino und Les Sables Vignier.

## Geschichte
Seit dem Mittelalter gehörte Saint-Georges-d’Oléron als Lehen der Familie von Forz (bzw. von Vivonne). Bis 1951 war La Brée-les-Bains ein Teil der Gemeinde.

### Bevölkerungsentwicklung
| Jahr      | 1962 | 1968 | 1975 | 1982 | 1990 | 1999 | 2006 | 2017 |
| Einwohner | 2530 | 2664 | 2718 | 2935 | 3144 | 3287 | 3415 | 3719 |

## Sehenswürdigkeiten

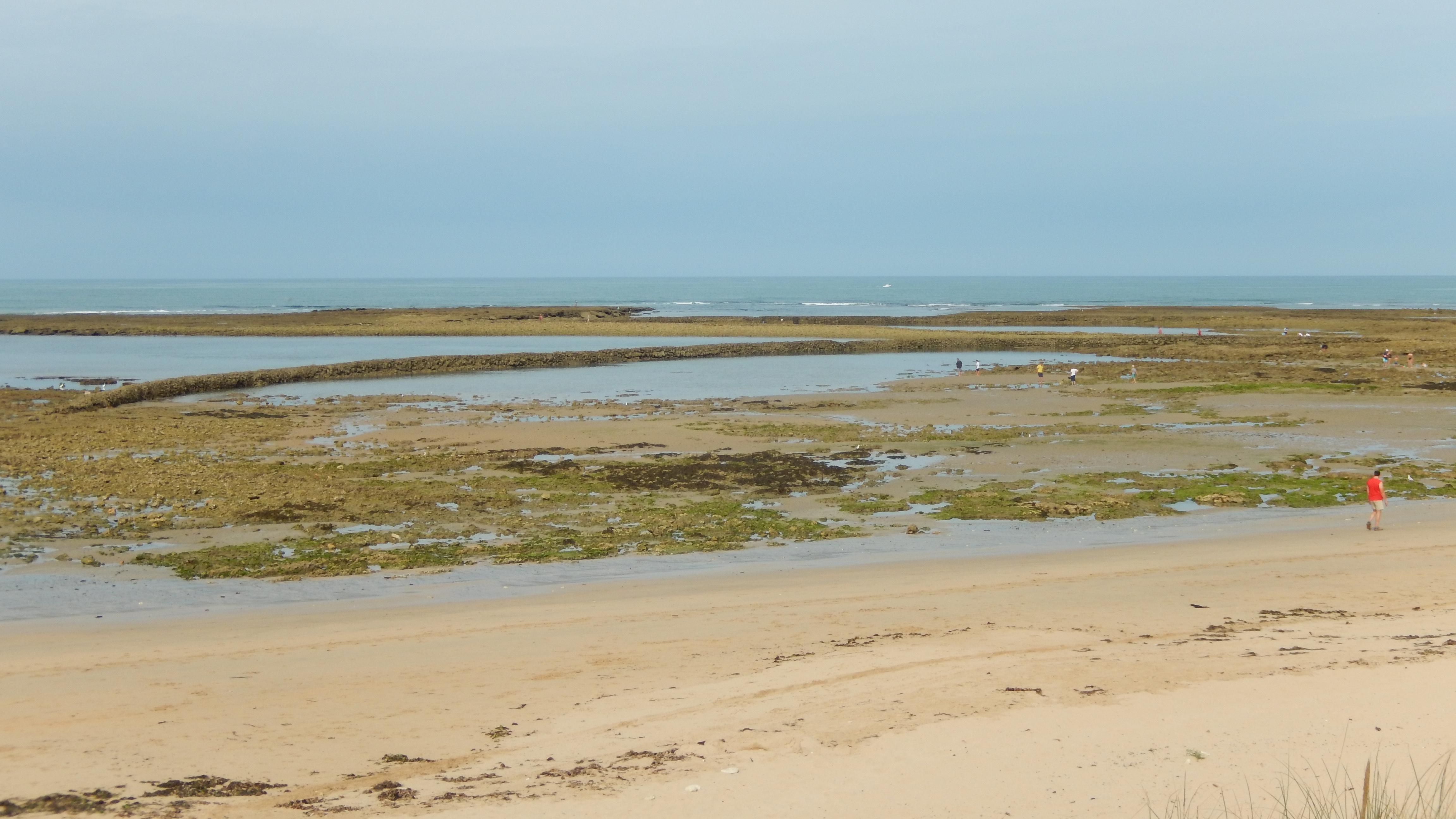
Fischwehr

Siehe auch: Liste der Monuments historiques in Saint-Georges-d’Oléron
- Fischwehr Ecluses à poissons des Sables-Vignier[1]
- Kirche Saint-Georges aus dem 11./12. Jahrhundert, seit 1931 Monument historique
- Haus Heureuse in der Ortschaft Boyardville, seit 2004 Monument historique
- Villa Blockhaus, unerlaubter Blockhausbau aus dem Jahre 1957 für und von Georges-René Fournier, seit 1992 Monument historique

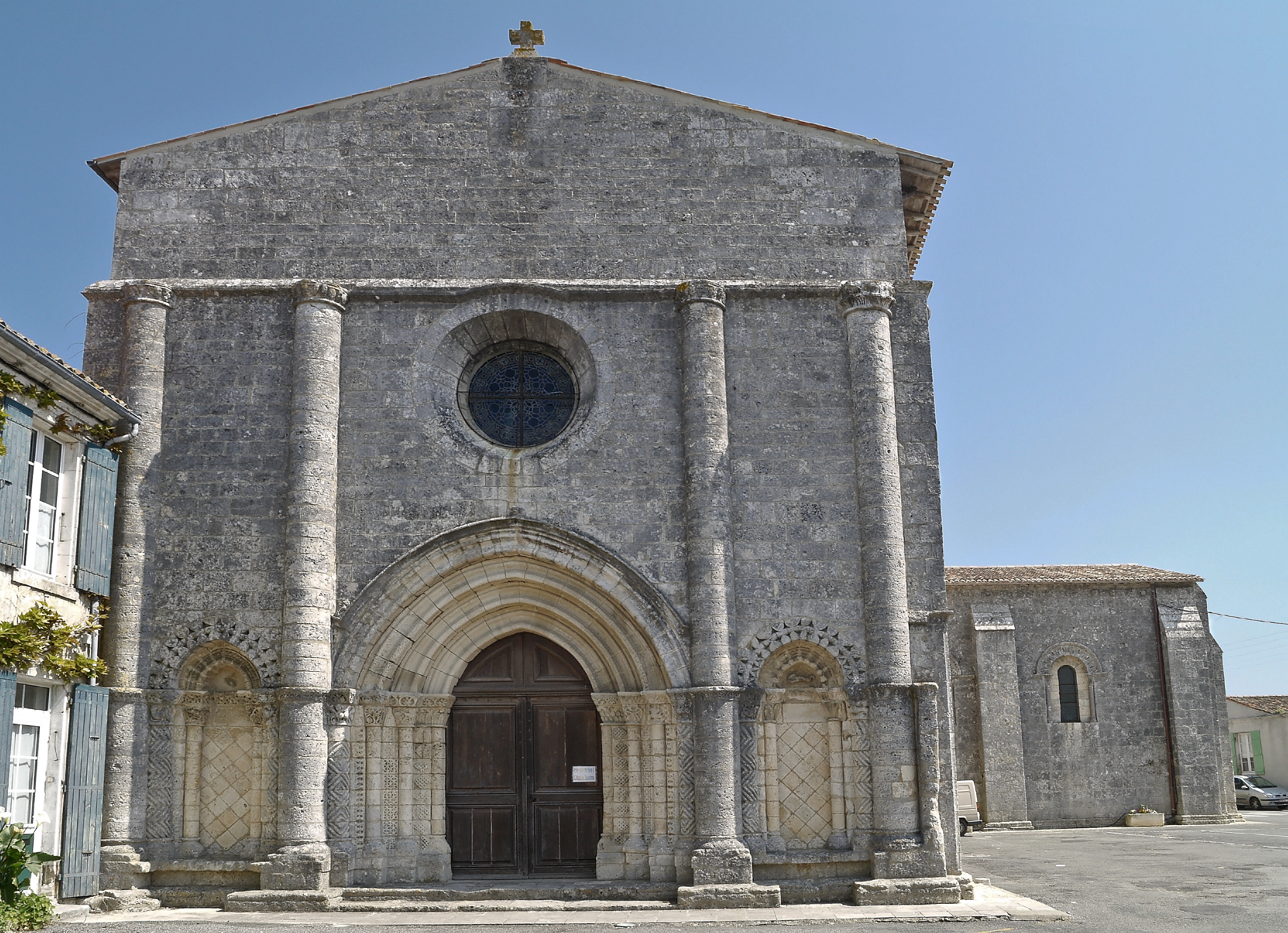
Kirche Saint-Georges

- Halle aus dem Jahr 1864

## Gemeindepartnerschaften
Mit der deutschen Gemeinde Klein Rönnau in Schleswig-Holstein besteht seit 1993 eine Partnerschaft.

## Persönlichkeiten
- Ludovic Savatier (1830–1891), Militärarzt und Botaniker